# Кодбронд
Кодбронд (фр. Caudebronde) насеље је и општина у јужној Француској у региону Лангдок-Русијон, у департману Од која припада префектури Каркасон.
По подацима из 2011. године у општини је живело 182 становника, а густина насељености је износила 29,26 становника/km². Општина се простире на површини од 6,22 km². Налази се на средњој надморској висини од 550 метара (максималној 806 m, а минималној 510 m).

## Демографија
| 1962. | 1968. | 1975. | 1982. | 1990. | 1999. | 2011. |
| ----- | ----- | ----- | ----- | ----- | ----- | ----- |
| 190   | 195   | 180   | 154   | 151   | 150   | 182   |

График промене броја становника у току последњих година